# .мон
.мон — интернационализированный (кириллица) национальный домен верхнего уровня (ccTLD) в Интернете для Монголии. Имя домена состоит из согласных в трех первых буквах названия страны. Реестр .МОН работает по модели расширенного реестра. Требуются административные, биллинговые, технические и регистрационные контакты. В 2012 году был зарегистрирован новый домен верхнего уровня для Монголии, предназначенный для доменных имен на монгольском языке. Регистрация домена открыта в мае 2014 года. В этом же месяце начал работать первый сайт http://мон.мон.